# Misioneras de San Carlos Borromeo
La Congregación de las Hermanas Misioneras de San Carlos Borromeo, también conocidas como Scalabrinianas para los inmigrantes o simplemente como Scalabrinianas son una congregación religiosa de la Iglesia católica, fundadas por el obispo italiano Juan Bautista Scalabrini en 1895, en Piacenza (Italia). Las religiosas de esta congregación añaden a sus nombres las siglas M.S.C.S.

## Historia

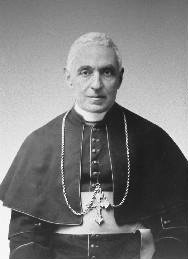
Juan Bautista Scalabrini (1839-1905), fundador de las Misioneras de San Carlos Borromeo.

En 1895, el misionero scalabriniano Giuseppe Marchetti abrió en São Paulo (Brasil), un orfanato con el nombre de Cristóbal Colón para los hijos de inmigrantes italianos y lo confió a una comunidad dirigida por su hermana Asunción. Con la ayuda de su hermana Marchetti reclutó las primeras postulantes para una nueva congregación femenina. Cuatro de ellas, el 25 de octubre de 1895, en el palacio episcopal de Piacenza (Italia), profesaron sus primeros votos en manos del obispo Juan Bautista Scalabrini. Las religiosas retienen esa fecha como el inicio de las Hermanas Misioneras de San Carlo Borromeo. Consideran como fundador a Scalabrini, por eso son conocidas como scalabrinianas, y como cofundadores a los hermanos Marchetti.
El instituto religioso de las Hermanas Misioneras de San Carlos Borromeo, junto a los Misioneros de San Carlos y a los laicos scalabrinianos, forman parte de la familia scalabriniana y fue aprobado por el papa Pío XII, el 7 de agosto de 1948.

## Personajes ilustres
- Juan Bautista Scalabrini, beato, considerado el fundador de la congregación y beatificado por Juan Pablo II, en 1997.[3]
- Assunta Marchetti, beata, considerada, junto a su hermano Giuseppe, cofundadora de la congregación. Fue beatificada por el papa Francisco en 2014.[4]
- Giuseppe Marchetti, siervo de Dios, cofundador de la congregación.

## Actividades y presencia
Las misioneras scalabrinianas se dedican a la catequesis, a la instrucción de los jóvenes, a la asistencia de enfermos, al cuidado de ancianos y de los huérfanos de los inmigrantes italianos en diversas partes del mundo.
Las 769 scalabrinianas que hay en el mundo, están repartidas en unas 145 casas, presentes en Albania, Alemania, Angola, Argentina, Bélgica, Bolivia, Brasil, Canadá, Colombia, Congo, Ecuador, España, Estados Unidos, Filipinas, Francia, Honduras, India, Italia, México, Mozambique, Paraguay, Polonia, Portugal, República Dominicana, Sudáfrica, Suiza,